# Су-17
Су-17 (название на НАТО: Fitter) е съветски щурмовик и бомбардировач, разработен от ОКБ Сухой като заместител на Су-7.
Приет е на въоръжение в СССР през 1970 г. Широко е изнасян във всичките си варианти за държавите от Варшавския договор, Близкия изток, Африка и Източна Азия. Русия изтегля своите самолети през 1998 г., но над 550 остават на въоръжение в други държави.

## Разработка
През 1963 г. по изискване на ЦАГИ ОКБ „Сухой“ започва работа по инсталиране на криле с изменяема стреловидност на самолет Су-7Б. Резултатът е Су-7ИГ (С-22И). Вътрешната част на крилете му е неподвижна, а външната може да се пречупва под ъгли от 28, 45 или 62 градуса. Неподвижната вътрешна част улеснява производството, позволявайки същата конфигурация на колесника като при Су-7 и опростява разполагането на гондоли с оръжия. Първият си полет Су-7ИГ осъществява на 2 август 1966, превръщайки се в първия съветски самолет с изменяема стреловидност на крилете. Първоначалният модел Су-17 се различава от Су-7 по устройството на кабината и фюзелажа, което позволява пренасянето на повече гориво и авионика. Произведени биват 2867 Су-17, Су-20 и Су-22 от всички варианти, от които 1165 са изнесени за 15 страни по целия свят.

## Употреба
- Съветска война в Афганистан

Су-17 е един от първите самолети, разположени в Афганистан от СССР. Заради горещия климат е имало проблеми с гумите и спирачките при кацане, а авиониката е била податлива на повреди заради прахови замърсявания, но въпреки това самолетът се оказва достатъчно издръжлив и в крайна сметка за мисии са били подготвяни повече Су-17, отколкото Су-25 или вертолети Ми-24. Въпреки издръжливостта си и големия си бомбен товар, Су-17 се оказва непригоден за мисии в планински условия заради прекалено високата си скорост, ниската си маневреност и необходимостта да лети на големи височини заради липсата на броня. Въоръжаването на муджахидините с различни видове ПЗРК допълнително усложнява работата на Су-17 в Афганистан. След промяна на тактиката и добавянето на термични капани (ловушки, рус.) уязвимостта на самолета намалява значително. Заради голямата си работна височина (3,5 – 4 км), Су-17 са назначени да пускат неуправляеми бомби и термобарични оръжия, а на Су-25 са възложени удари с голяма точност. Към края на войната Су-17 е частично изместен от МиГ-27. Афганистанските ВВС са използвали Су-22, от които 3 са били свалени близо до границата с Пакистан от пакистански F-16.
- Арабско-израелски конфликт
  - Война от Йом Кипур

Военновъздушните сили на Сирия използват 20 нови Су-20 наравно със старите Су-7. Сирия губи 8 Су-20.
- - Израелско-ливанска война (1982)

Десет сирийски Су-22М излитат на 11 юни 1982, за да унищожат израелски команден пункт. Ударът е успешен, и при него загива генерал Йехуда Адам. След ударът са свалени 7 от десетте самолета.
- Либийско-чадска война

Либия използва Су-22 за въздушни удари по позиции на чадската армия през 1980-те години.
- Войната в Залива

Ирак губи 4 самолета от американски F-15 през 1991, и още два от британски самолети след като навлизат в забранено въздушно пространство, за да бомбардират позиции на шиитски бунтовници.
- Анголска гражданска война

Използвани са от страна на анголското правителство както във войната за освобождение, така и срещу партизани от УНИТА.
- Война Пакиша

Перу използва Су-22М срещу Еквадор по време на кратката погранична война Пакиша. Губи два самолета, свалени с ПЗРК 9К38 „Игла“ и (по не напълно потвърдени сведения) още един или два, свалени от еквадорски изтребител Мираж F-1. При инцидент в хода на войната перуански Су-22 атакуват американски C-130 Херкулес, при което загива един член на екипажа, а няколко са ранени.
- Гражданска война в Сирия

Употребявани за нанасяне на въздушни удари по позиции на въоръжената опозиция.
- Други
  - От страна на Йемен по време на гражданската война през 1994;
  - Инцидент в залива Сидра (1981) – Двойка изтребители F-14 от ВМС на САЩ свалят два либийски Су-22.

## Модификации
- Су-7ИГ

Тестови, за опити с криле с изменяема стреловидност. Название на НАТО – Fitter-B.
- Су-17

Първоначален модел, с по-дълъг фюзелаж от този на Су-7У и повече гориво. Название на НАТО – Fitter-B.
- Су-17К

Износен модел на Су-17 за Египет.
- Су-17М (Су-20)

Първи по-масов модел с двигател Люлка АЛ-21Ф3, с два приемника за въздушно налягане, нов компютър за навигация и стрелба, запазва стария радар на СРД-5М на Су-7БМК и други подобрения. Влиза на въоръжение през 1973, произвеждан от 1972 до 1975 и изнасян за Полша, Египет и Сирия под означението Су-20. Название на НАТО – Fitter-C.
- Су-17М-28

Вариант за изпробване на ракети Х-28.
- Су-17МКГ

Вариант за изпробване на ракети Х-25 и Х-29.
- Су-17Р (Су-20Р)

Разузнавателен вариант. Износно означение Су-20Р.
- Су-17М2

Носът е удължен с 38 см, премахнат е един от по-малките радари и са монтирани лазерен далекомер Фон-1400, и прицелна авионика АСП-17 и ПБК-317. Снабден е също така с система за приземяване по уреди и гнездо за навигационен доплеров радар ДИСС-7. Приет на въоръжение през 1975, означение на НАТО – Fitter-D.
- Су-17М2Д (Су-22)

Вариант за изпробване на по-мощен двигател Тумански Р-29, с който по-късно биват оборудвани самолетите МиГ-23. Заради по-голямата консумация на гориво самолетът е по-малко маневрен и има по-малък радиус на действие, и е предоставен само за износ под означението Су-22. Означение на НАТО – Fitter-F.
- Су-17УМ (Су-22У)

Първи двуместен учебно-боеви вариант, подобен на Су-17М2, но с по-дълбок фюзелаж, по-малък резервоар и без оръдие. Запазва авиониката и въоръжението. Износният вариант с двигател Р-29 получава означението Су-22У. Означение на НАТО – Fitter-E.
- Су-17М3 (Су-22М3)

Създан на основата на Су-17УМ, с нов доплеров радар, прицел, допълнителни резервоари и точки за ракети въздух-въздух. Най-многоброен вариант (близо 1000 бройки са произведени). Название на НАТО – Fitter-H.
- Су-17УМ3 (Су-22УМ3К)

Учебно-боеви вариант с авиониката на Су-17М3. Единственият вариант на Су-17, способен да развива два пъти по-голяма скорост от тази на звука. Название на НАТО – Fitter-G.
- Су-17М4 (Су-22М4)

Последен вариант на Су-17. Снабден с навигационна система Чайка, подобрена авионика, предупредителни системи „Сирена“, променен въздухозаборник, както и ново въоръжение. Произвеждан до 1990, название на НАТО – Fitter-K.
- Су-22М5

Руско-френски вариант с изцяло модернизирана кабина, система за управление и авионика. Лазерният прицел е премахнат и е инсталиран радар на Фазотрон или Thales Group.

## Оператори
|                           |                                       |
| Тъмносин - в експлоатация | Тъмночервен - изведен от експлоатация |

- Азербайджан – 2 (Су-17)
- Ангола – 22 (Су-22)
- Армения – неизвестен, възможно е да са извън употреба
- Виетнам – 145 (Су-22М4)
- Йемен – 50 (Су-22М2)
- Либия – 40 (Су-22М3)
- Перу – 11 (Су-22М3, складирани)
- Полша – 48 (Су-22М4К)
- Северна Корея – 30 (Су-22М4)
- Сирия – 60 (Су-22)
- Туркменистан – 22 (Су-17)
- Узбекистан – 26 (Су-17, складирани)

### Бивши
- Алжир – 32
- Афганистан – 80
- Беларус
- България – 18 Су-22М4 и 3 Су-22УМ, изтеглени от употреба през 2002
- Германия
  - от ГДР
- Египет – 48
- Ирак
- Иран
- Русия
- Словакия – 21 Су-22М4
  - от Чехословакия
- Украйна – 40 Су-17
- Унгария
- Чехия – 36 Су-22М4
  - от Чехословакия

## В България
Българските ВВС получават общо 18 Су-22М4 и 3 учебни Су-17УМ3. Су-22М4 са получени на три транша по шест машини, като първите шест самолета пристигат в разглобено състояние през лятото на 1984 г. Първият полет в българско небе и с български пилот е осъществен на 18 септември същата година с учебния вариант Су-17М3. Последните шест Су-22М4 (Су-17М4) са получени през 1988 г. Самолетите Су-22 постъпват на въоръжение в 26-и разузнавателен авиополк, базиран край Добрич, заменяйки разузнавателните МиГ-17. До 1989 г. (когато пристигат първите МиГ-29), Су-22 е смятан за най-модерния боен самолет в България.

## Характеристики
Характеристики за Су-17 и вариантите му.
| Технически характеристики на различните варианти на Су-17         |        |        |         |         |         |
|                                                                   | Су-17  | Су-17М | Су-17М2 | Су-17М3 | Су-17М4 |
| Размах на крилете, метри                                          |        |        |         |         |         |
| При стреловидност 30°                                             | 13,68  | 13,68  | 13,68   | 13,68   | 13,68   |
| При стреловидност 63°                                             | 10,025 | 10,025 | 10,025  | 10,025  | 10,025  |
| Площ на крилете, м²                                               |        |        |         |         |         |
| При стреловидност 30°                                             | 38,49  | 38,49  | 38,49   | 38,49   | 38,49   |
| При стреловидност 63°                                             | 34,45  | 34,45  | 34,45   | 34,45   | 34,45   |
| Дължина с приемник за въздушно налягане, м                        | 18,097 | 18,726 | 18,868  | 19,026  | 19,026  |
| Дължина на фюзелажа, м                                            | 15,315 | 15,347 | 15,547  | 15,572  | 15,572  |
| Височина, м                                                       | 4,962  | 4,857  | 4,857   | 5,129   | 5,129   |
| Тегло на празен самолет, т                                        | 9,950  | 9,880  | 10,445  | 11,550  | 12,161  |
| Максимално излетно тегло, т                                       | 16,27  | 18,12  | 18,82   | 19,63   | 19,70   |
| Максимално тегло на въоръжение, т                                 | 2,50   | 4,00   | 4,00    | 4,00    | 4,07    |
| Максимално тегло на горивото без допълнителни резервоари, т       | 2,79   | 3,63   | 3,77    | 4,00    | 3,77    |
| Максимална скорост по земя, км/ч                                  | 1350   | 1350   | 1350    | 1350    | 1350    |
| Максимална скорост на височина, число на Мах                      | 2,1    | 2,1    | 2,1     | 2,1     | 1,7     |
| Максимална скорост при максимална излетна маса, км/ч              | 350    | 390    | 390     | 380     | 360     |
| Скорост на кацане при максимално тегло, км/ч                      | 275    | 290    | 290     | 280     | 285     |
| Максимална скороподемност по земя, м/с                            | 210    | 220    | 220     | 220     | 230     |
| Практически таван, км                                             | 16,35  | 15,20  | 15,40   | 14,00   | 15,20   |
| Максимална дължина на полета по права линия с доп. резервоари, км | 1930   | 2500   | 2500    | 2500    | 2550    |
| Разстояние за излитане при максимално тегло, км                   | 1,25   | 1,50   | 1,50    | 1,60    | 1,50    |
| Пробег при кацане с използване на парашут, км                     | 0,70   | 0,85   | 0,85    | 0,90    | 1,10    |

Характеристики на Су-22М4:
- Екипаж: 1
- Дължина: 19,02 м
- Размах на крилете: 10,02/13,68 м
- Височина: 5,12 м
- Площ на крилете: 34,5/38,5 м²

- Тегло – празен: 12 160 кг
- Нормално излетно тегло: 16 400 кг
- Макс. излетно тегло: 19 430 кг
- Количество гориво: 3770 кг

- Двигател: Люлка АЛ-21Ф-3 (1x7800/11 200 кгс)

- Макс. скорост на малка височина: 1400 км/ч
- Макс. скорост на голяма височина: Мах 1,7 (1860 км/ч)
- Скороподемност: 230 м/с
- Таван на полета: 14 200 м
- Макс. далечина на полета на малки височини: 1380 км
- Макс. далечина на полета на големи височини: 2300 км

- Оперативен ресурс: 2000 летателни часа или 20 години

- Въоръжение:
  - 2 оръдия НР-30 (по 80 снаряда на оръдие)
  - 2 ракети въздух-въздух К-13, Р-60, Р-73
  - свободно падащи бомби, касетъчни бомби
  - неуправляеми авиационни ракети (НАР) от 57 до 330 мм
  - управляеми ракети въздух-земя Х-23, Х-25, Х-29, Х-58

## Подобни самолети
- A-7 Corsair II
- А-10